# Gavin Hamilton

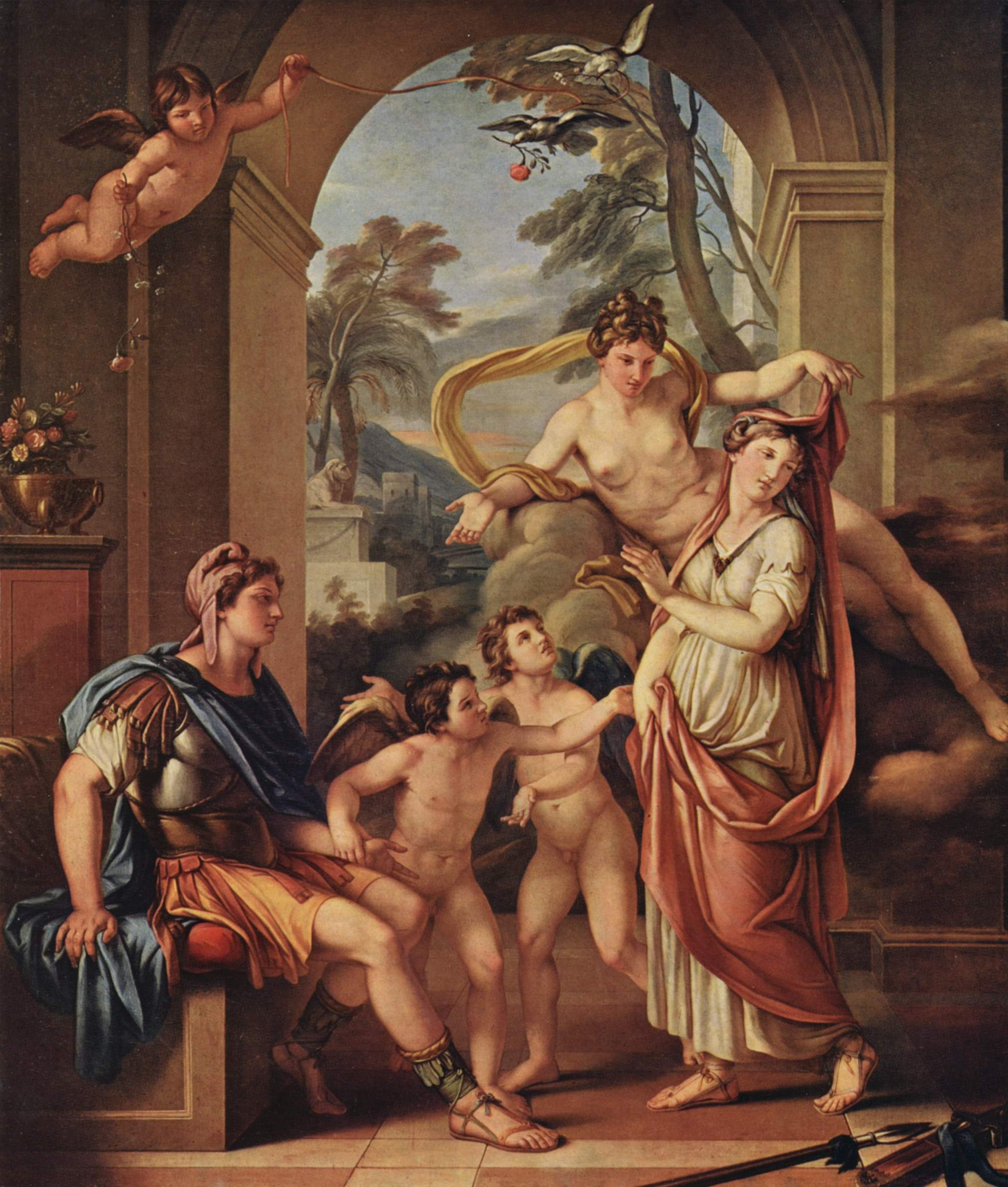
Venere dà Elena in sposa a Paride

Gavin Hamilton (Lanark, 1723 – Roma, 4 gennaio 1798) è stato un pittore e archeologo britannico.

## Biografia

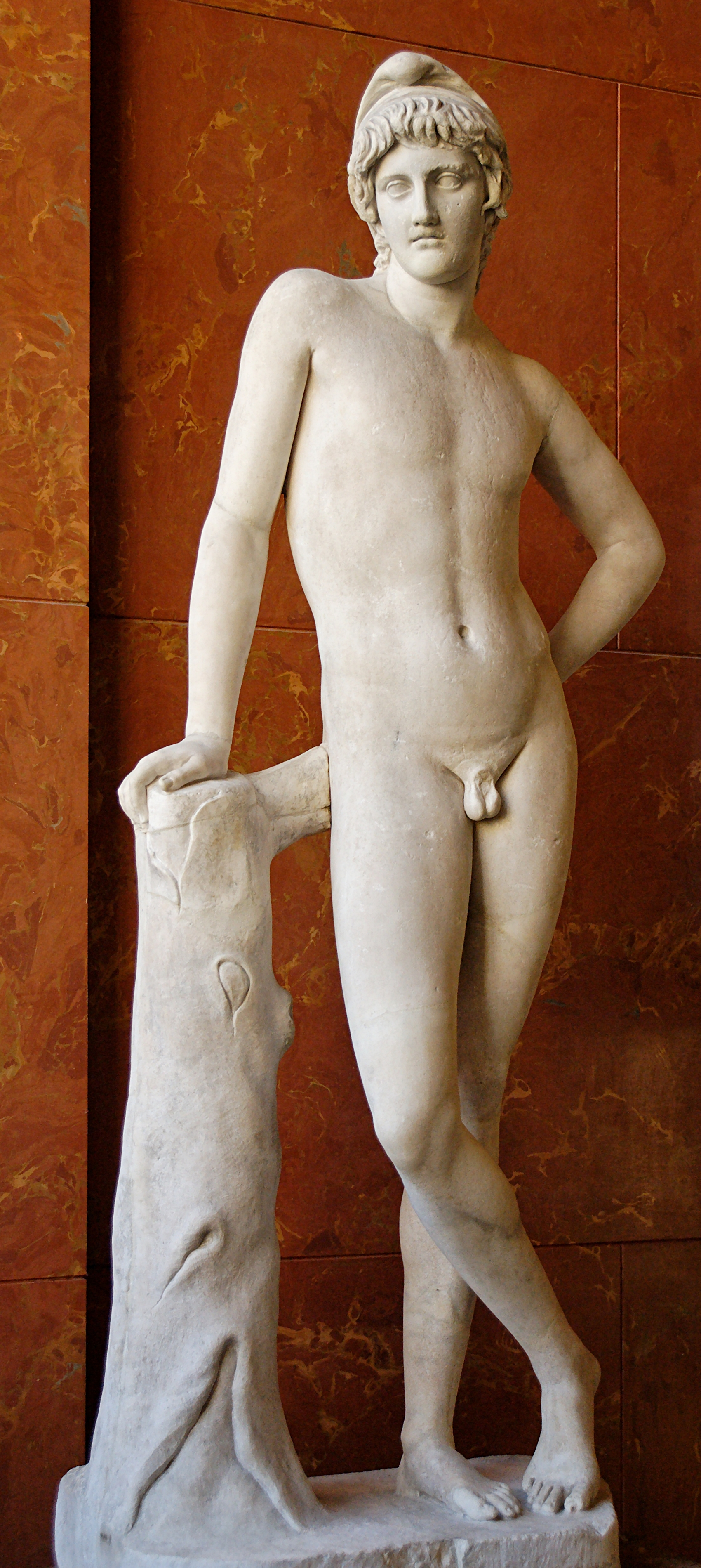
Il Paride recuperato a Villa Adriana, Louvre

Appartenente a una nobile famiglia scozzese, studiò nell'Università di Glasgow e poi andò a Roma per studiare pittura con Agostino Masucci. Dopo un breve rientro in Scozia, e un soggiorno a Londra, dove dipinse molti ritratti, ritornò nel 1756 a Roma, stabilendovisi fino alla morte. 
Nel 1760 dipinse Achille che piange sul corpo di Patroclo, che presenta uno stile già legato a una nuova concezione dell'antico. 
Nel 1779 grazie all'ambasciatore veneziano Girolamo Zulian, Gavin Hamilton conobbe Antonio Canova, appena arrivato da Venezia, e fu di aiuto per la prima opera eseguita a Roma di Canova: Teseo.
Oltre ai ritratti, i suoi soggetti prevalenti sono le scene della mitologia classica: il suo maggior contributo alla pittura consiste in un ciclo di sei tele tratte dall'Iliade, riprodotte nelle incisioni di Domenico Cunego. Dipinse pure una Morte di Lucrezia (ca 1765), conosciuta anche come Il giuramento di Bruto, che inaugurò una serie di «dipinti di giuramenti», il più celebre dei quali è senz'altro il davidiano Giuramento degli Orazi del 1784.
Dipinse anche la pala d'altare della chiesa nazionale scozzese a Roma, Sant'Andrea degli Scozzesi, il Martirio di sant'Andrea.

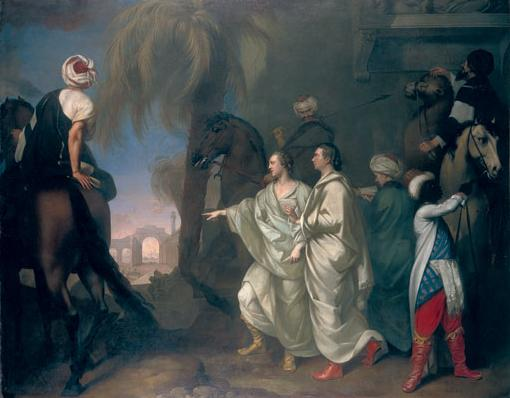
James Dawkins e Robert Wood scoprono le rovine di Palmira, opera di Gavin Hamilton (1758)

Si occupò anche di archeologia, ma avendo di mira il commercio delle opere antiche. Diresse negli anni 1769-1771 scavi nella Villa Adriana, recuperando alcune sculture sotto l'antico bosco sacro. Nel 1771 scavò nella «vigna» del cardinale Chigi di Tor di Colombaro e ad Albano, nel 1772 a Monte Cagnolo, fino al 1778 a Ostia, sul colle del Celio e nella Villa dei Quintili, lungo la via Appia antica, a Castel di Guido e a Gabii. 
Molte delle opere d'arte recuperate furono vendute ad acquirenti britannici, in particolare l'antiquario Charles Townley e il ministro William Petty.